# Население на Ангила
Населението на Ангуила през юли 2009 година е 14 430 души.

## Население
Населението е 14 430

Държавата е на 222 място сравнение страните по светът.

## Възрастов състав
(2003)
- 0-14 години: 24,5% (мъжe 1815/ жени 1724)
- 15-64 години: 67,8% (мъжe 4665/ жени 5125)
- над 65 години: 7,7% (мъжe 5347/ жени 572)

## Средна възраст
- За мъже: 31.5 години
- За жени: 33.8 години
- Обща средна възраст: 32.6 години

## Увеличение на населението
- 2.272%
- Ангуила е 22 сравнение със светът

## Вероятна продължителност на животът
- За цялото население: 80.65 години
- Ангуила е на 15 място сравнение със светът

## Урбанизация
- 100 % от населението живее в градове.

## Расов състав
(2001)
- 90,10 % – черни
- 4,60 % – мулати
- 3,70 % – бели
- 1,50 % – други

## Религия
- 40 % – Англикани
- 33 % – Методисти
- 7 % – Адвентисти
- 5 % – Баптисти
- 3 % – Католици
- 7 % – Будисти
- 5 % – други

## Език
Официален език в Ангуила е английски.

## Грамотност
- Децата с възраст 12 и по-възрастни могат да четат.
- 95 % от цялото население е грамотно.
- 95 % от мъжете са грамотни.
- 95 % от жените са грамотни.

4 процента от БВПто на страната отива за просвета, което прави Ангуила 101 в светът.